# Nieuw Amerongen
Landgoed Nieuw Amerongen is een natuurgebied in de gemeente Utrechtse Heuvelrug in de Nederlandse provincie Utrecht. Het landgoed bij Overberg, ten oosten van recreatiegebied De Ossenberg heeft een lengte van 1,75 km.